# Microcharon galapagoensis
Microcharon galapagoensis är en kräftdjursart som beskrevs av Nicole Coineau och Schmidt 1979. Microcharon galapagoensis ingår i släktet Microcharon och familjen Microparasellidae. Inga underarter finns listade i Catalogue of Life.